# 이강진 (1961년)
이강진(李康珍, 1961년 9월 10일 ~)은 대한민국의 정무직공무원, 정치인이다. 현재 더불어민주당 세종특별자치시당 세종특별자치시 갑 지역위원장을 역임하고 있다.

## 학력
- 부산남고등학교 졸업
- 연세대학교 문과대학 사학 학사

## 경력
- 1988~1993: 예원기획 대표
- 1992: 제14대 대통령 선거 민주당 김대중 대통령 후보 기획단 전문위원
- 1993~1995: 이해찬 국회의원 보좌관
- 1993~1995: 민주당 당무기획실 전문위원
- 1995~2000: 새정치국민회의 지방자치기획위원
- 1995~2000: 새정치국민회의 중앙위원
- 1995. 7.~1998. 6.: 제4대 서울특별시의회 의원(서울 관악구 제4선거구, 민주당→무소속→새정치국민회의, 초선)
  - 제4대 서울특별시의회 운영위원회 간사
  - 제4대 서울특별시의회 도시정비위원회 위원
  - 제4대 서울특별시의회 재정경제위원회 위원
  - 제4대 서울특별시의회 예산결산특별위원회 위원
  - 제4대 서울특별시의회 월드컵지원특별위원회 위원
  - 제4대 서울특별시의회 새정치국민회의 원내수석부총무
- 지방자치연구소 실무위원
- 1998. 7.~2002. 6.: 제5대 서울특별시의회 의원(서울 관악구 제4선거구, 새정치국민회의→새천년민주당, 재선)
  - 제5대 서울특별시의회 문화교육위원회 위원
  - 제5대 서울특별시의회 예산결산특별위원회 위원
  - 제5대 서울특별시의회 청소년위원회 위원
- 2004~2006: 국무총리비서실 공보수석비서관
- 2016~2018: 더불어민주당 세종특별자치시당 수석부위원장
- 2018. 7.~2019. 10.: 세종특별자치시 정무부시장
- 2019. 12.~2020. 03.: 제21대 국회의원 선거 세종특별자치시 을 더불어민주당 국회의원 예비후보
- 2021. 05.~2023. 05.: 한국철도공사 상임감사위원
- 2024. 01.~2024. 03.: 제22대 국회의원 선거 세종특별자치시 갑 더불어민주당 국회의원 예비후보
- 2024. 05.~: 더불어민주당 세종특별자치시당 세종특별자치시 갑 지역위원회 위원장

## 역대 선거 결과
|  | 53.19% |

|  | 59.48% |

|  | 39.97% |